# Distrito de Baños
El distrito de Baños es uno de los siete que conforman la provincia de Lauricocha, ubicada en el departamento de Huánuco, en el centro del Perú.
Desde el punto de vista jerárquico de la Iglesia católica forma parte de la Diócesis de Huánuco, sufragánea de la Arquidiócesis de Huancayo.

## Etimología
Se denomina así en relación con que la población se llamaba Qoñoc que del quechua al castellano significa Caliente, en razón a la existencias de pozos de aguas termo medicinales.

## Historia

### Época Virreinal
Se construyó un poblado a base de piedra, barro y paja en radio aproximado de 5 hectáreas llamándose La ciudad purísima de concepción de Coni, de entre 1600 a 1700. El nombre de Coni se debe a que estaba cercano a los baños termales.
Al trasladarse la población a su actual ubicación, al anterior poblado se le conoció como Pueblo Viejo de Baños. Se hizo el traslado pues, cuenta que la imagen de Cristo crucificado se apareció en el punto del actual emplazamiento de Baños que fue una piedra, a 5 km al sur de Pueblo Viejo, en la margen izquierda del río Nupe y por ese entonces esta zonal era solamente un pajonal para pastoreo de ganado, edificándose una capilla en la ubicación de la piedra, la actual constituye el altar mayor de la misma. A este Cristo crucificado se le nombró como el Señor de Mayo, que es el Santo Patrono de la localidad.

## Geografía
Abarca una superficie de 82,66 km².

### Relieve e Hidrografía

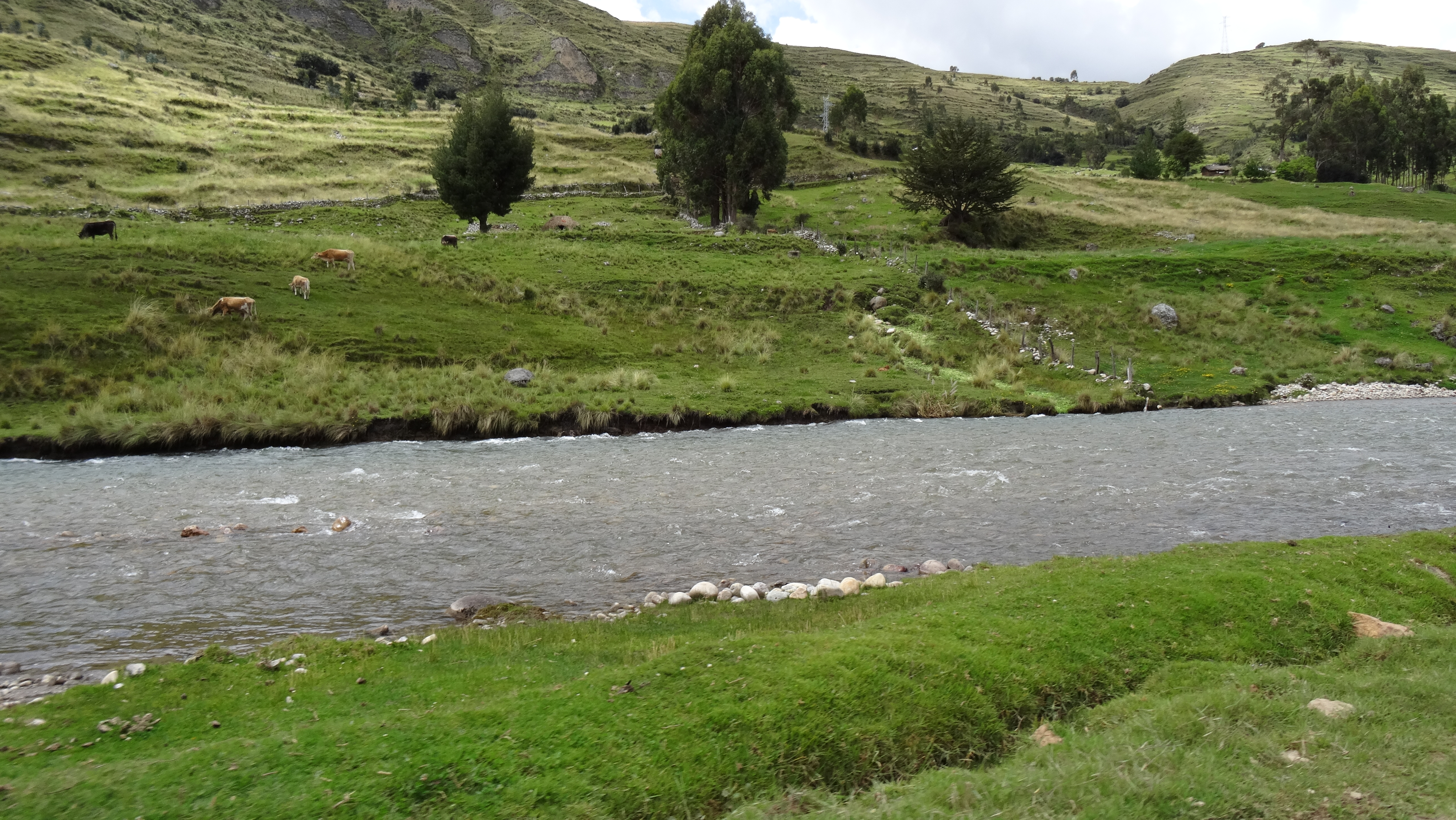
Río Nupe, principal río del distrito de Baños visto desde la vía Baños - C.P. Santa Rosa.

Es semiaccidentado. El factor principal determinante es el río Nupe cuyo recorrido da lugar a un valle cuyo perfil es en forma de "U", en su margen oeste se asienta la capital del distrito, el poblado de Baños. En su margen oeste es muy montañoso debido a la presencia de estribaciones de la cordillera Huayhuash y da lugar a numerosas lagunas de origen glaciar.

### Clima
Su clima es templado, seco y frío.

## Capital
Es la localidad de Baños situada a 3.309 m s. n. m., en el margen izquierdo del río Nupe, a 112 km al suroeste de la ciudad de Huánuco.

### Pueblo de Chonta
Ubicado aproximadamente a 4300 m s. n. m., al pie del cerro homónimo y a orillas de la laguna homónima. Cuenta con muchas lagunas de mucha importancia los cuales son una la anterior; otra que se llama Tuctococha, que significa agua en la planicie; Blancaracocha y Verdecocha.
Para llegar hasta el lugar, toma 9 horas aproximadamente hacerlo a pie o 4 horas a lomo de bestia. Las aguas de las lagunas cuentan con abundante trucha, el cual se las cría naturalmente y sirve de consumo a los pobladores de la zona.
Es una hermosa planicie, con un aire y medio ambiente puro sin ninguna contaminación, desde ahí puede contemplarse las cumbres niveas principalmente del Siula Grande, Yerupajá y Jirishanca de la cordillera Huayhuash y los nevados de la cordillera Raura.

## Población
El distrito cuenta con una población es de 5412 habitantes, con 1540 viviendas distribuidos en 159 centros poblados.
Su capital la villa de Baños a 3423 m s. n. m. con una población de 1354 habitantes en 382 viviendas.
| Centro poblado        | Tipo    | Altitud m s. n. m. | Población | Viviendas |
| --------------------- | ------- | ------------------ | --------- | --------- |
| Condorcancha          | Caserío | 3681               | 280       | 98        |
| Rio Blanco            | Caserío | 3986               | 281       | 42        |
| San Luis de Ucrupampa | Caserío | 3965               | 215       | 41        |
| Santa Rosa            | Caserío | 3618               | 395       | 124       |

## Atractivos turísticos
- Sitio arqueológico de Quinchas Marka, ubicado a 1.5 km, perteneciente a la cultura Yaro, construido en piedra.

- Cueva de Chicchimachay, su nombre significa Cueva de murciélagos. Ubicado al margen derecha de la carretera Baños - Huánuco, tiene una profundidad aproximada de 20 m. En su interior hay manantiales de aguas cristalinas tibias, en cuyo interior se pueden observar la forma de una cabeza de vaca formación pétrea y formada así por la intensa humedad. También se dice que sirvió de refugio en tiempos de guerra y los pobladores comentan que dicha cueva tiene una salida hasta el complejo de Huánuco Pampa.

- Aguas termales El Batan, ubicadas a 2 km del pueblo de Baños a 3706 m s. n. m., teniendo diversos manantiales de diferentes temperaturas, todas con propiedades curativas. Su construcción es a base de piedras bien pulidas y superpuestas. Cuentan con un sauna natural construido sobre una fuente termomedicinal. En su perímetro existen varias vertientes de aguas calientes, cada una a diferentes temperaturas. Se le denomina Tinticocha que significa Dos vertientes unidas.[2]

Autoridades
https://www.gob.pe/institucion/municipalidad-distrital-de-banos-md-banos/funcionarios
Alcalde
- 2022 - 2026: Kiko Ronald Sanchez Bernardo
  - Regidores:

  1. Yina Rocio Torres Gamarra
  2. Jose Alberto Mato Alonso
  3. Solanye Carlos Salazar
  4. Rolando Cargia Vargas
  5. Luz Bet Ureta Bernardo

Alcaldes anteriores
- 2019-2022: Fredi Fernando Avilés Gonzáles
- 2015-2018: Edison Días Esquivel
- 2011-2014:[3] Zomeli Díaz Simeón
- 2007-2010: Manuel Lolo Gamarra Espinoza.

## Actividades económicas
Actualmente la actividad más desarrollada es la ganadería vacuna, en la producción de leche a su vez que se elabora la mantequilla, queso, manjar blanco y yogur, este último está adquiriendo desarrollo y fama en la región mediante el programa pro-industrial y organización Asociación de ganaderos de Baños.

## Agencias Bancarias
- Banco de la Nación: Se concretó en necesidad de apoyo a la población al ser Baños distrito ganadero y comercial. Edificado con una infraestructura moderna, con todo sus sistemas.

## Festividades
- Enero: Danza de los Negritos en Honor al Niño Jesús.
- Mayo: Señor de Mayo.
- Septiembre: Festival del Queso.

## Galería
- Wikimedia Commons alberga una categoría multimedia sobre Distrito de Baños.